# Gālīkesh (kommunhuvudort i Iran)
Gālīkesh (persiska: گَليكِش, Gālīkash, گاليكش) är en kommunhuvudort i Iran.   Den ligger i provinsen Golestan, i den norra delen av landet, 400 km öster om huvudstaden Teheran. Gālīkesh ligger 252 meter över havet och antalet invånare är 20 009.
Terrängen runt Gālīkesh är kuperad åt sydost, men åt nordväst är den platt. Runt Gālīkesh är det ganska glesbefolkat, med 48 invånare per kvadratkilometer. Närmaste större samhälle är Kalāleh, 12,9 km norr om Gālīkesh. Trakten runt Gālīkesh består till största delen av jordbruksmark.